# بشار سرور
بشار سرور مواليد 30 نوفمبر 1972 هو مدرب ولاعب كرة قدم سوري سابق كان يلعب في مركز الدفاع مع منتخب سوريا لكرة القدم.

## المسيرة الاحترافية

### أندية لعب لها
- نادي حطين.
- نادي تشرين.

## روابط خارجية
- worldfootball.net
- 11v11.com